# Каштел-Сучураць
Каштел-Сучураць (хорв. Kaštel Sućurac) — населений пункт у Хорватії, у Сплітсько-Далматинській жупанії у складі міста Каштела.

## Населення
Населення за даними перепису 2011 року становило 6 829 осіб.
Динаміка чисельності населення поселення:

## Клімат
Середня річна температура становить 14,26 °C, середня максимальна – 28,25 °C, а середня мінімальна – 1,46 °C. Середня річна кількість опадів – 827 мм.
| Клімат поселення                              | Клімат поселення | Клімат поселення | Клімат поселення | Клімат поселення | Клімат поселення | Клімат поселення | Клімат поселення | Клімат поселення | Клімат поселення | Клімат поселення | Клімат поселення | Клімат поселення | Клімат поселення |
| Показник                                      | Січ.             | Лют.             | Бер.             | Квіт.            | Трав.            | Черв.            | Лип.             | Серп.            | Вер.             | Жовт.            | Лист.            | Груд.            |                  |
| Середній максимум, °C                         | 9,70             | 10,21            | 13,20            | 16,64            | 21,35            | 25,31            | 28,25            | 28,20            | 23,47            | 18,90            | 13,66            | 10,56            |                  |
| Середня температура, °C                       | 5,57             | 6,08             | 9,06             | 12,52            | 17,22            | 21,18            | 24,32            | 24,26            | 19,55            | 14,96            | 9,73             | 6,62             |                  |
| Середній мінімум, °C                          | 1,46             | 1,97             | 4,94             | 8,40             | 13,09            | 17,05            | 20,38            | 20,33            | 15,62            | 11,04            | 5,81             | 2,70             |                  |
| Норма опадів, мм                              | 72               | 62               | 69               | 71               | 57               | 53               | 35               | 49               | 73               | 90               | 106              | 90               |                  |
| Середньомісячна швидкість вітру, м/с          | 3.39             | 3.60             | 3.64             | 3.37             | 2.96             | 2.69             | 2.72             | 2.60             | 2.96             | 3.12             | 3.79             | 3.78             |                  |
| Середньомісячна сонячна радіація, кДж/м²·день | 5487             | 8201             | 11868            | 16383            | 20329            | 22966            | 24487            | 21635            | 16055            | 10370            | 5914             | 4657             |                  |
| --------------------------------------------- | ---------------- | ---------------- | ---------------- | ---------------- | ---------------- | ---------------- | ---------------- | ---------------- | ---------------- | ---------------- | ---------------- | ---------------- | ---------------- |
| Джерело:                                      |                  |                  |                  |                  |                  |                  |                  |                  |                  |                  |                  |                  |                  |